# Cù Huy Chử
Cù Huy Chử (1936–20 tháng 5 năm 2012) là nhà nghiên cứu văn hóa, mỹ học, triết học; người gìn giữ, phát triển và truyền bá di sản của nhà triết học Trần Đức Thảo.

## Tiểu sử
Ông sinh năm 1936 tại làng Ân Phú, tổng Dị Ốc, huyện Hương Sơn, nay là xã Ân Phú huyện Vũ Quang tỉnh Hà Tĩnh, là em trai của nhà thơ Huy Cận.
Là tiến sĩ triết học, có thời gian làm chuyên viên làm việc ở Phủ Thủ tướng Chính phủ Việt Nam, sau đó ông chuyển vào dạy học ở Trường Đảng Nguyễn Ái Quốc, khu vực II (Thành phố Hồ Chí Minh).
Là người gần gũi với Trần Đức Thảo, từ năm 1960 ông đã hệ thống hóa và đánh máy các ghi chép triết học của Trần Đức Thảo, thể hiện qua cuốn sách "Biển quê hương trầm tư triết học – Hồi ký của người gìn giữ Di sản triết học Trần Đức Thảo".
Ông là một trong hai người góp công sức chính để khôi phục, xây dựng công trình văn hóa tâm linh đền Vại và nhà thờ họ tại quê hương Ân Phú.
Ông mất ngày 08 tháng 7 năm 2012 tại Thành phố Hồ Chí Minh. Mộ táng tại Đồng Nai.